# Bahhara Oulad Ayad
Bahhara Oulad Ayad (franska: Bahhara Oulad Ayad (CR), Bahhara Oulad Ayad (Commune Rurale), arabiska: مناصرة) är en kommun i Marocko.   Den ligger i provinsen Kénitra och regionen Rabat-Salé-Kénitra, i den norra delen av landet, 100 km nordost om huvudstaden Rabat. Antalet invånare är 27 477.